# Vila da Penha
Vila da Penha é um bairro da Zona da Leopoldina, região histórica na Zona Norte do município do Rio de Janeiro. O bairro divide-se entre espaços residenciais e comerciais, contando com: shopping, restaurantes, lojas, centros comerciais, ruas gastronômicas, bares, bistrôs, bancos, entre outros, localizando-se também, próximo à Estação de Metrô de Vicente de Carvalho e ao Pólo Gastronômico de Vista Alegre. Segundo o armazém de dados da prefeitura do Rio de Janeiro, a Vila da Penha possui também um elevado Índice de desenvolvimento humano, estando em 21° lugar no ranking de 160 bairros do Rio, com o IDH 0,909, de acordo com o IBGE. Já no ranking de IPS da Prefeitura do Rio, o bairro está em 24°, com nota 71,23. A Vila da Penha faz limites com a Penha Circular, Irajá, Vista Alegre, Brás de Pina, Vila Kosmos e Vicente de Carvalho.

## História
A palavra "penha" significa pedra e foram exatamente as pedras do Rio Irajá as responsáveis pela formação da Vila da Penha. É que elas formavam verdadeiras barreiras e se transformaram em obstáculos aos colonizadores, que navegavam com destino a Irajá. Eles eram obrigados a interromper a viagem, onde é hoje Vila da Penha, e prosseguir por terra. Com o tempo o bairro transformou-se em porto para as embarcações e parada obrigatória para a penetração rumo ao interior. Foi aí que começaram a surgir as pequenas casas, pomares e hortas que caracterizam a Vila da Penha de 1600.
A expansão do bairro começou por volta de 1920, quando já existiam algumas fazendas com engenhos de açúcar e aguardente na região. Vários proprietários iniciaram, por conta da falência do sistema de produção de açúcar, o desmembramento e loteamento de seus terrenos.
No entroncamento da Avenida Meriti com Avenida Brás de Pina, encontra-se o Largo do Bicão. Esse nome provém do problema da falta de água que assolava o Rio de Janeiro em 1900. Era nesse local que moradores buscavam água, numa grande torneira pública.

## Infraestrutura
Atualmente, o Largo do Bicão é composto por uma praça com um skate park cercada de um vasto comércio, dentre bancos, farmácias, supermercados, restaurantes e redes fast-food de renome.
No bairro, há a avenida Oliveira Belo, ladeada pelo rio Quitungo, transformada numa pista de lazer. Esta avenida é usada para a prática de corrida, caminhada ou passeios com crianças e cachorros. Há uma academia ao ar livre em uma das extremidades da avenida. À noite, a avenida Oliveira Belo também é palco de ponto de encontro, sendo servida de diversos bares, restaurantes e quiosques existentes ao longo desta via.
Para o lazer, existem 4 praças com brinquedos, aparelhos de academia, campos de futebol e quiosques. Uma das praças mais populares é a praça da Cetel, ela é frequentada por crianças (possui 2 áreas com brinquedos, são elas a baby e a infantil), idosos (utilizam aparelhos de academia e fazem aulas como: danças, ginasticas e outros), e também por jovens como ponto de encontro.
Fica localizado no bairro vizinho Penha Circular, a famosa casa de espetáculos Olimpo, notória por sua programação musical e atrações de renome nacional. Próximo ao Olimpo localiza-se o Mello Tênis Clube, também na Penha Circular, um clube com piscinas, salão de festas, ginásio poliesportivo, estádio de futebol, quadra de tênis etc. Outros clubes importantes da Vila da Penha ou adjacências são o Clube Beneficente dos Sargentos da Marinha e o luso-brasileiro Casa de Viseu.

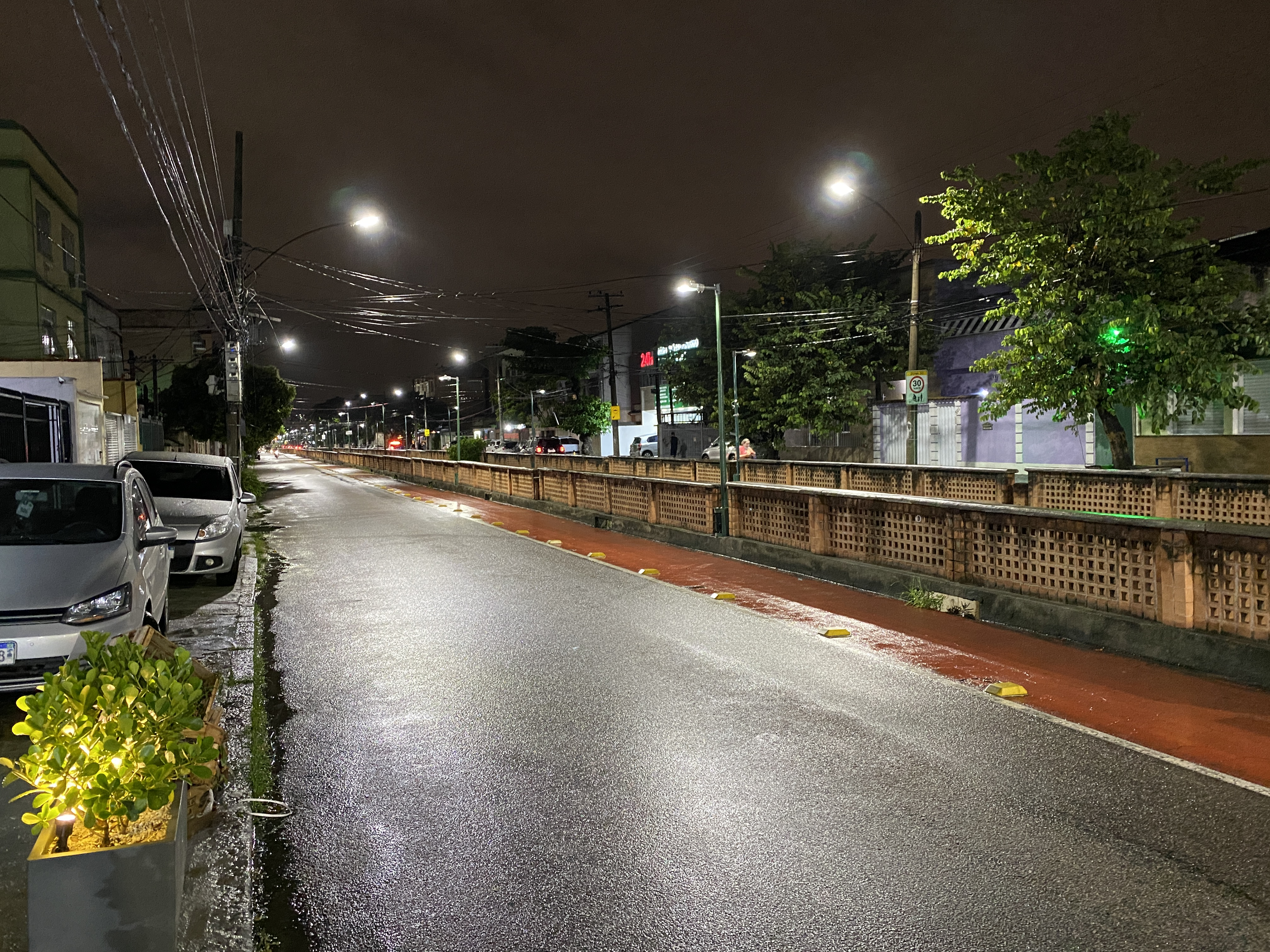
Av. Oliveira Belo, importante polo de lazer no bairro.

Os moradores do bairro contam com outras opções de lazer, como o Carioca Shopping (no entroncamento com Vicente de Carvalho e Vila Kosmos), que possui 6 salas de cinema e conta com programação musical em sua praça de alimentação. O bairro conta ainda com botequins, bares e restaurantes que, em sua maioria, apresentam música ao vivo e são decorados em estilos próprios, que variam do brega ao rock.
A Lona Cultural João Bosco em Vista Alegre, dentre as opções da região. Localizada numa grande e bem arborizada praça, a Lona é uma tenda remanescente da ECO-92, que tem uma estrutura de anfiteatro, e que promove diariamente diferentes eventos, em sua maioria gratuitos ou de baixo custo, oficinas de teatro, artesanato, cursos de modelo/manequim, dentre outros. Às sextas, sábados e domingos, a lona costuma ter programação especial, com bandas locais e nacionais, covers, peças de teatro, e festas de época, como juninas ou de halloween.
Neste bairro se encontra também a Biblioteca Comunitária Tobias Barreto de Meneses, uma das bibliotecas comunitárias mais representativas do Brasil, cujo projeto arquitetônico é de Oscar Niemeyer.
A Vila da Penha tem crescido vertiginosamente, tendo nos últimos anos empreendimentos de importantes construtoras que vêm modificando a paisagem do bairro em meio a edifícios de condomínio que permeiam a região. O bairro é um dos que mais crescem na cidade e possui hoje um grande mercado imobiliário.
O bairro vem se transformado em um importante pólo gastronômico e de cursos de idioma da cidade.
No bairro tem as instalações das paróquias Jesus Sacramentado, tendo como pároco o Padre Thiago Faria Cardoso e como vigário paroquial o Padre Valter. Há também a paróquia Jesus Ressuscitado, tendo como pároco o Padre José Rosa. É também sede estadual da Comunidade Cristã Paz e Vida e da Feliz FM.

## Moradores Famosos
Grandes ícones do futebol nacional saíram do bairro: Brito, Romário, Mc's Mulato e Magrão, Carlos Alberto Torres, Alexandre Torres, Paulinho (autor do gol do tricampeonato do Fluminense em 1985), Edson Souza (Fluminense), Vanderlei Luxemburgo , Delacir Pedro dos Santos (Flamengo) e Telê Santana. Não era raro encontrar o segundo em uma das muitas festas ou shows que a antiga casa de show Olimpo promovia semanalmente. Podemos citar também outros jogadores que tiveram suas raízes na Vila da Penha, como Athirson (ex-Flamengo), Lenny (Fluminense) e Paulo Henrique (Flamengo). O carnavalesco Wagner Gonçalves também tem residência no bairro .
Outras personalidades criadas na região foram Hélio de La Peña, humorista do programa Casseta e Planeta, a atriz Cacau Mello, o ator Bruno Gradim, Alexandre Tigre, Daniel Gomes Machado e Silva e Dani Bananinha, assistente de palco do Caldeirão do Huck, todos da Rede Globo; além da sambista Teresa Cristina. Moyseis Marques, cantor e compositor da MPB, também foi criado no bairro. Assim como o sambista Luiz Carlos Máximo, integrante da ala de compositores da Portela, onde se sagrou quatro vezes campeão (2009, 2011, 2012 e 2013) e a cantora Luiza Dionizio.
Na Vila da Penha, também moraram o grande poeta e sambista Luiz Carlos da Vila e o compositor Carlão Elegante. As conhecidas cantoras da música gospel Aline Barros e Fernanda Brum também iniciaram suas carreiras na região.

## Carnaval
O Largo do Bicão também foi palco do tradicional Carnaval de rua do bairro, o Carnabicão. O evento costumava reunir foliões de todas as idades em uma atmosfera festiva, com blocos como o Pra que Juízo. 

## Dados
O bairro de Vila da Penha faz parte da região administrativa de Irajá. Os bairros integrantes da região administrativa são: Vila da Penha, Colégio, Irajá, Vicente de Carvalho, Vila Kosmos e Vista Alegre.